# 아스와 층군
아스와 층군은 후쿠이현의 아스와 강 상류 지역을 모식지로서, 후쿠이 현, 이시카와현, 기후현에 점재하는 중생대 백악기 후기 지층이다.